# Haplocosmia nepalensis
Haplocosmia nepalensis là một loài nhện trong họ Theraphosidae.
Loài này thuộc chi Haplocosmia. Haplocosmia nepalensis được miêu tả năm 1996 bởi Joachim Schmidt & von Wirth.